# Delage Type D.8.100
Der Delage Type D.8.100 sowie die modellgepflegte Version Delage Type D.8.100 B waren Pkw-Modelle der französischen Marke Delage. Es gibt auch die Schreibweise Delage Type D8.100. Die Bedeutung der 100 ist unklar. Für ähnlich benannte Modelle siehe Delage Type D.8.

## Beschreibung
Die nationale Zulassungsbehörde prüfte das Fahrzeug mit der Nummer 50.775 und erteilte am 24. Juni 1936 die Genehmigung. Delage bot das Modell von 1936 bis 1938 an. Das modellgepflegte Fahrzeug mit der Nummer 50.611 erhielt am 19. Oktober 1938 die Zulassung. Vorgänger war der Delage Type D.8. Einen Nachfolger gab es nicht.
Ein Achtzylindermotor trieb die Fahrzeuge an. Er hatte zunächst 80 mm Bohrung und 107 mm Hub. Das ergab 4303 cm³ Hubraum, eine Einstufung mit 25 Cheval fiscal und 105 PS Leistung. Die zweite Version hatte 84 mm Bohrung, dadurch 4744 cm³ Hubraum, 27 CV und 110 PS. Die Motordaten entsprechend weitgehend dem Delage Type D.8.120.
Das Fahrgestell hatte 1490 mm oder 1500 mm Spurweite und zwischen 3400 und 3630 mm Radstand. Als Aufbauten sind zwei- und viertürige Limousine, Pullman-Limousine, Coupé, Cabriolet und Brougham bekannt. Das Leergewicht betrug zwischen 1850 kg und 1950 kg.

## Stückzahlen und überlebende Fahrzeuge
Peter Jacobs vom Delage Register of Great Britain erstellte im Oktober 2006 eine Übersicht über Produktionszahlen und die Anzahl von Fahrzeugen, die noch existieren. Seine Angaben zu den Bauzeiten weichen in einigen Fällen von den Angaben der Buchautoren ab. Stückzahlen zu den Modellen nach der Übernahme durch Automobiles Delahaye sind unbekannt. Für dieses Modell gibt er abweichend die Bauzeit von 1936 bis 1939 an. 15 Fahrzeuge existieren noch.

## Auktionen
Artcurial versteigerte am 6. Februar 2015 ein viertüriges Cabriolet von Carrosserie Labourdette von 1937 für 286.080 Euro.
Bonhams bot im März 2016 ein 1936er Coupé-Chauffeur von Franay an und hoffte auf einen Preis von 310.000 bis 360.000 Euro, konnte das Fahrzeug aber nicht versteigern.
Osenat erzielte nur wenige Tage später einen Preis von 318.000 Euro für ein Cabriolet von 1936.
Osenat erreichte im Juni 2018 für eine Limousine von Autobineau 57.240 Euro.